# مونت‌بلو، کبک
مونت‌بلو (به فرانسوی: Montebello) شهری در منطقه شهری پاپینو ناحیه اوتاوه در استان کبک کانادا است. در سرشماری سال ۲۰۱۱ این شهر ۱٬۰۸۰ نفر جمعیت داشته‌است و مساحت آن ۷٫۹۵ کیلومتر مربع است.